# Daniel Joseph MacDonald
Pour les articles homonymes, voir Macdonald.
Daniel Joseph MacDonald (23 juillet 1918 – 30 septembre 1980), a été un homme politique canadien.

## Biographie
Il est né à la ferme familiale à Bothwell, Île-du-Prince-Édouard à 15 km à l'est de Souris et fut éduqué dans une école d'une pièce.
A 20 ans, il a acheté sa ferme à Bothwell Beach. En 1940, il s'est enrôlé dans le Prince Edward Island Highlanders pour se battre dans la Seconde Guerre mondiale. Il fut transféré au Cape Breton Highlanders en 1943 et se battit au rang de Sergent en Italie où il fut blessé durant un assaut sur la Ligne gothique. Il retourna à son unité après quelques semaines et fut sérieusement blessé le 21 décembre 1944 durant la Bataille de la rivière Senio. Dut à cela, son bras et jambe gauches furent amputés. Non découragé par ses blessures, il revint à sa ferme, mariât une femme locale nommée Pauline Peters, construisit une maison et élevèrent sept enfants : Blair, Heather, Gail, Daniel, Leo, Walter et Gloria.
En 1962, il fut élu à l'Assemblée législative de l'Île-du-Prince-Édouard et y siège pour les dix prochaines années.  Il fut Ministre de l'Agriculture et des Forêts de 1966 à 1972 quand il résignât pour se présenter dans l'Élection fédérale canadienne de 1972. Élu comme le député libéral pour Cardigan, il fut nommé au Cabinet de Pierre Trudeau comme Ministre des Anciens Combattants. Il fut défait à l'Élection fédérale canadienne de 1979 mais il revint pour l'Élection fédérale canadienne de 1980 où il fut renommé au portefeuille des Anciens Combattants. MacDonald a reconstitué les pensions des vétérans pour qu'elles soient plus généreuses et il introduit les pensions d'invalidité et des pensions pour les prisonniers de guerre.
Il est mort en fonction, le 30 septembre 1980 et il reçut des obsèques nationales. L'éloge funéraire fut dite par Trudeau à la Basilique-cathédrale Saint-Dunstan à Charlottetown. L'édifice Daniel J. MacDonald fut nommé en son honneur, qui actuellement héberge le Tribunal des anciens combattants (révision et appel) Canada, une filiale des Anciens Combattants Canada, à Charlottetown.